# Lijst van beschermd erfgoed in de gemeente Kayl
In deze lijst van beschermd erfgoed in de gemeente Kayl zijn alle geclassificeerde nationale monumenten van de Luxemburgse gemeente Kayl opgenomen.

## Monumenten per plaats

### Tétange
| Object             | Bouwjaar/architect | Locatie | Datum beschermd? | Coördinaten | Afbeelding |
| ------------------ | ------------------ | ------- | ---------------- | ----------- | ---------- |
| Oude schoenfabriek |                    |         | 16 mei 1984 (IS) |             |            |

## Bron
- Liste des immeubles et objets classés monuments nationaux ou inscrits à l'inventaire supplémentaire